# 上杉義達
上杉 義達（うえすぎ よしさと）は、江戸時代後期の高家旗本。

## 略歴
上杉義長の子として誕生する。文政3年（1820年）4月8日、11代将軍・徳川家斉に拝謁する。
文政7年（1824年）11月27日、義長の隠居により家督を相続する。
天保13年（1842年）8月3日、致仕。子の義正に家督を譲る。